# Сіраой (Хоккайдо)

42°33′4″ пн. ш. 141°21′21″ сх. д. / 42.55111° пн. ш. 141.35583° сх. д.
Сірао́й (яп. 白老町, しらおいちょう, МФА: [ɕiɾaoi̯ t͡ɕoː]) — містечко в Японії, в повіті Сіраой округу Ібурі префектури Хоккайдо. Станом на 1 жовтня 2008 року площа містечка становила 425,75 км². Станом на 31 березня 2017 населення містечка становило 17 533 осіб.